# Sidi Kacem
Sidi Kacem (arabisch سيدي قاسم; Zentralatlas-Tamazight ⵙⵉⴷⵉ ⵇⴰⵙⴰⵎ Sidi Qasam) ist eine marokkanische Stadt mit etwa 75.000 Einwohnern und Hauptstadt der Provinz Sidi Kacem in der Region Rabat-Salé-Kénitra.

## Lage und Klima
Sidi Kacem liegt im fruchtbaren nördlichen Hügelland Marokkos in einer Höhe von etwa 200 m. Hier kreuzen sich die Straßen zwischen den Städten Fès (ca. 93 km Fahrtstrecke südöstlich) und Rabat (ca. 140 km südwestlich) sowie zwischen Azrou bzw. Meknès (ca. 113 bzw. 46 km südlich) und Tanger (ca. 210 km nördlich). Das Klima ist gemäßigt bis warm; Regen (ca. 525 mm/Jahr) fällt nahezu ausschließlich im Winterhalbjahr.

## Bevölkerung
| Jahr      | 1994   | 2004   | 2014   | 2024   |
| Einwohner | 67.622 | 74.062 | 75.672 | 75.037 |

Die zumeist in der zweiten Hälfte des 20. Jahrhunderts aus den umliegenden Dörfern zugewanderten Einwohner sind zumeist berberischer Abstammung. Man spricht jedoch in der Regel Marokkanisches Arabisch.

## Wirtschaft
In den Dörfern der Umgebung wird in großem Umfang Feldwirtschaft betrieben; Viehzucht (Schafe, Ziegen, Hühner) ist dagegen eher selten geworden. Die Stadt selbst fungiert als regionales Handwerks-, Handels- und Dienstleistungszentrum und bietet die für die Region wichtigen Ausbildungsstätten und Gesundheitszentren.

## Geschichte
Zur älteren Geschichte des Ortes liegen – wie in den Berbergebieten des Maghreb allgemein üblich – keine schriftlichen Aufzeichnungen vor. Zu Beginn der französischen Protektoratszeit (1912) war der nach einem Marabout des 16. Jahrhunderts benannte Pilgerort nur ein Dorf mit wenigen Einwohnern; er wurde im Jahr 1911 nach einem bei Kenitra getöteten Hauptmann in Petitjean umbenannt und erhielt im Jahr 1927 einen Bahnhof. Seine heutige Bedeutung erlangte der Ort unter den Franzosen und vor allem nach der Unabhängigkeit Marokkos (1956).

## Sehenswürdigkeiten
- Das Stadtbild hat insgesamt ein modernes Aussehen.
- Die Grabmoschee (zaouia) des Sufi-Heiligen Qasim befindet sich etwas oberhalb der Stadt.